# Драговичі (Врбовсько)
45°25′ пн. ш. 15°01′ сх. д. / 45.42° пн. ш. 15.02° сх. д.
Драговичі (хорв. Dragovići) — населений пункт у Хорватії, у Приморсько-Горанській жупанії у складі міста Врбовсько.

## Населення
Населення за даними перепису 2011 року становило 6 осіб.
Динаміка чисельності населення поселення:

## Клімат
Середня річна температура становить 8,51 °C, середня максимальна – 21,62 °C, а середня мінімальна – -5,98 °C. Середня річна кількість опадів – 1455 мм.
| Клімат поселення                              | Клімат поселення | Клімат поселення | Клімат поселення | Клімат поселення | Клімат поселення | Клімат поселення | Клімат поселення | Клімат поселення | Клімат поселення | Клімат поселення | Клімат поселення | Клімат поселення | Клімат поселення |
| Показник                                      | Січ.             | Лют.             | Бер.             | Квіт.            | Трав.            | Черв.            | Лип.             | Серп.            | Вер.             | Жовт.            | Лист.            | Груд.            |                  |
| Середній максимум, °C                         | 5,82             | 6,70             | 9,52             | 13,42            | 18,32            | 21,62            | 21,14            | 20,80            | 16,96            | 12,77            | 7,48             | 4,14             |                  |
| Середня температура, °C                       | −0,07            | 0,79             | 3,62             | 7,52             | 12,40            | 15,72            | 17,61            | 17,28            | 13,44            | 9,24             | 3,95             | 0,62             |                  |
| Середній мінімум, °C                          | −5,98            | −5,11            | −2,3             | 1,60             | 6,50             | 9,81             | 14,08            | 13,74            | 9,91             | 5,72             | 0,42             | −2,92            |                  |
| Норма опадів, мм                              | 84               | 89               | 106              | 126              | 112              | 133              | 105              | 117              | 135              | 160              | 163              | 125              |                  |
| Середньомісячна швидкість вітру, м/с          | 1.98             | 2.16             | 2.41             | 2.32             | 2.20             | 2.03             | 1.94             | 1.92             | 1.88             | 1.98             | 2.16             | 2.14             |                  |
| Середньомісячна сонячна радіація, кДж/м²·день | 4236             | 6987             | 10274            | 14589            | 18749            | 20359            | 21733            | 18398            | 13480            | 8758             | 4651             | 3538             |                  |
| --------------------------------------------- | ---------------- | ---------------- | ---------------- | ---------------- | ---------------- | ---------------- | ---------------- | ---------------- | ---------------- | ---------------- | ---------------- | ---------------- | ---------------- |
| Джерело:                                      |                  |                  |                  |                  |                  |                  |                  |                  |                  |                  |                  |                  |                  |